# فرقة بوبو ليدي
فرقة بوبو ليدي هي مجموعة فتيات تايوانية مكونة من خمسة أعضاء. تم تشكيل الفرقة في عام 2012 بحيث تديرهن شركة HIM International Music . اسم الفرقة باللغة العربية يعني «سيدة الشعبية»، وهذا الاسم يعبر عن رغبة فرقة الفتيات في اكتساب شعبية كبيرة في انحاء تيوان والعالم من خلال أغانيها وإعطاء جمهورهم نظرة نسائية وناضجة في نفس الوقت. 

## التاريخ
بعد التدريب لمدة عام علي الغناء والرقص، ظهرت فرقة بوبو ليدي بأعضائها الخمسة لأول مرة في 14 ديسمبر 2012 مع عرض موسع حيث قمن بغناء أغنية تسمي، Keep Keep Loving ، وكانت هذه الأغتية كفر لفريق لـ «Pretty Boy»، الذي سجلته في الأصل الفرقة النسائية النرويجية M2M .   ودخلت أغنية Keep Keep Loving في قائمة أفضل 10 أغاني مبيعًا في تايوان عندما وصلت إلى المتاجر،  وحصد مقطع الفيديو الخاص بالأغنية 200000 مشاهدة في ستة أيام وأكثر من 800000 مشاهدة بعد شهر واحد من أطلاق الأغنية. في عام 2012، قام أعضاء فرقة بوبو ليدي بغناء أغنية "Feel Me" مع المغني جيرو وانج وهذا كان بمثابة شارة للمسلسل التلفزيوني KO One Return .
أصدرت المجموعة الألبوم الثاني بعنوان EP، Popu Future في 13 سبتمبر 2013،  والألبوم الثالث بعنوان More في 22 أغسطس 2014. وقاموا بغناء أغنية تسمي «العسل» (بالصينية: 蜜糖) وكانت هذه موسيقى التصويرية لمسلسل تلفزيوني يدعي قل أنا أحبك . استضافت فرقة بوبو ليدي عددًا من العروض المتنوعة، بما في ذلك عرض East Network Pop U Show (بالصينية: 東網 Pop U秀) في الفترة من 11 أغسطس 2014 إلى 17 يوليو 2015،  وأحيانا علي مدونة الحب (بالصينية: 初戀誌)  وظهرت العديد من أغاني الفرقة كشارات أو أغاني في عدة مسلسلات تلفزيونية، مثل ربيع الحب و الوقوع في الحب معي و هيا , أيتها السيدة العذباء .
في 7 أغسطس 2015، أصدرت المجموعة أغنية رقمية تحت أسم «كل شيء عنه» ((بالصينية: 妳說他) وكانت عبارة عن موسيقى تصويرية رسمي لفيلم روائي طويل أُنتج عام 2015 تحت أسم عصرنا .   تم إصدار إصدار كلمات الأغاني من الفيديو الموسيقي بعد ثلاثة أيام، بينما تم تحميل الإصدار الرسمي على قناة YouTube الرسمية ذات التصنيف في 20 أكتوبر. ظهر "All About About" في المرتبة 43 على جدول KKBOX الصيني الفردي اليومي في 15 أكتوبر، والرقم 54 على KKBOX Chinese Singles Weekly Chart في 17 أكتوبر، وفي الرقم 10 على KKBOX الرسم البياني الفردي الصيني في 31 أكتوبر. بلغت ذروتها الأغنية في المرتبة الثانية على الرسم البياني اليومي والشهري يومي 19 و 24 أكتوبر على التوالي، وفي المرتبة الثالثة على الرسم البياني الشهري في 30 نوفمبر.    كما احتلت المرتبة 24 في مخطط بيلبورد الصيني الخامس في 12 ديسمبر 2015.

## روابط خارجية
- فرقة بوبو ليدي على موقع ميوزك برينز (الإنجليزية)
- فرقة بوبو ليدي على موقع ديسكوغز (الإنجليزية)